# Juan Luis Rodríguez-Vigil
Juan Luis Rodríguez-Vigil Ros (Valdepeñas, província de Ciudad Real, Castella-la Manxa, 15 de març de 1945) és un polític asturià, expresident del Principat d'Astúries. Va néixer a Valdepeñas encara que als pocs dies ja es va traslladar a viure a L'Infiestu (Piloña), on va romandre fins que als 13 anys es va anar a Oviedo. Allí va estudiar Dret a la Universitat d'Oviedo.
En 1971 es va afiliar el PSOE, del que va ser membre del Comitè Federal des de 1976 a 1979. Després de treballar en el Ministeri d'Indústria i en el d'Obres Públiques a Madrid i exercir d'advocat laboralista per a la UGT va ser Conseller de Sanitat des del primer Govern regional fins a les eleccions autonòmiques de 1991. Aquest any va resultar elegit president del Principat d'Astúries, càrrec del qual va haver de dimitir el 1993 a causa de l'escàndol del petromocho, en què el seu govern va ser enganyat per un timador que fent-se passar per representant d'una companyia petroliera havia promès construir una refineria a la comunitat autònoma.
Està casat i té 3 fills. En 2005 va publicar el llibre "Los montes comunales y vecinales de Asturias". En l'actualitat gaudeix del càrrec de vocal en el Consell Consultiu del Principat d'Astúries.